# بزرگراه میان‌ایالتی ۱۵
بزرگراه میان ایالتی ۱۵(به انگلیسی: Interstate-15، مخفف:I-15) یکی از بزرگراه‌های میان ایالتی آمریکاست. که مسیر شمالی-جنوبی داشته و زیرمجموعه دارد. این بزرگراه، از بزرگترین بزرگراه‌های آمریکاست.